# Mirjam Akavja
Mirjam Akavja, rozená Matylda Weinfeld, (20. listopadu 1927, Krakov – 16. ledna 2015, Tel Aviv) byla izraelská spisovatelka a překladatelka, která se ve svém díle zabývala především židovskými osudy během holocaustu. Za druhé světové války byla internována v krakovském ghettu, poté byla vězněna v koncentračním táboře Krakóv-Płaszów, v  Osvětimi a nakonec v Bergen-Belsenu. Po osvobození britskou armádou ji švédský Červený kříž evakuoval na zotavenou do Švédska. Od roku 1946 žila v Izraeli. Získala kvalifikaci registrované zdravotní sestry a vystudovala literaturu a historii na univerzitě v Tel Avivu. Pracovala v Židovské agentuře, působila jako kulturní atašé Izraele ve Stockholmu a Budapešti a byla překladatelkou polské a hebrejské literatury.

## Život
Mirjam Akavja se narodila v roce 1927 v Krakově v rodině Weinfeldů. Měla starší sestru a bratra. Otec Hirsch Weinfeld si po první světové válce uvědomil, že bude velká poptávka po dřevě a stavebních materiálech, a proto koupil nějaké lesy, sklady dřeva a postavil několik pil. V podnikání byl velmi úspěšný a v roce 1939 byl bohatým mužem a jeho rodina si žila dobře. Měli pěkný velký byt v nežidovské čtvrti Krakova. Otec nebyl ortodoxní a atmosféra v domě byla multikulturní, pěstovali však židovské tradice. Doma se mluvilo polsky a německy. Znali polskou i německou klasickou literaturu, sbírali umění a sestra Rela-Lusia hrála na klavír.
V září 1939 vstoupili do města Němci a začali Židy pronásledovat. Zabavili otcův podnik a část bytu, kam umístili dva Němce. V březnu 1941 byli všichni Židé převezeni do krakovského ghetta. Tam rodina sdílela malý byt s dalšími dvaceti lidmi. Němci odtud transportovali Židy do vyhlazovacího tábora Bełżec. V listopadu 1942 poslal otec v zoufalství tehdy patnáctiletou Mirjam s bratrem do Lvova. Měli falešné průkazy totožnosti. Bratr Izio pomáhal lidem ze lvovského ghetta, byl však zajat gestapem a už ho nikdy nikdo nespatřil. Mirjam nemohla zůstat ve Lvově sama, a tak se vrátila ke své rodině do krakovského ghetta.
V březnu 1943 bylo ghetto zlikvidováno a ti, kteří zůstali, byli posláni do koncentračního tábora Płaszów. Byl to tábor nucených prací, který dodával pracovní sílu do několika německých továren. Tři malí bratranci, o které se Mirjam starala poté, co byli jejich rodiče posláni na smrt, byli okamžitě zavražděni. V Płaszówě žili v hrozných podmínkách až do října 1944. Pak, s příchodem Rudé armády, Němci tábor vyklidili. Otec byl převezen do koncentračního tábora Mauthausen, kde zemřel. Mirjam, její matka a sestra byly transportovány do Osvětimi. Tam zůstaly až do ledna 1945, kdy absolvovaly „pochod smrti“ do Bergenu-Belsenu. Šly spolu s dalšími desetitisíci vězňů téměř dva týdny v nevlídném počasí, mnoho z nich cestou zemřelo. Matka zemřela několik dní před osvobozením tábora.
Když britská armáda Bergen-Belsen osvobodila, našli Mirjam na hromadě mrtvých těl a vážila 25 kilogramů. Po osvobození zůstala v nemocnici poblíž tábora a poté ji poslali na zotavení do Švédska, převoz zařídil hrabě Folke Bernadotte, šéf švédského Červeného kříže za druhé světové války. V nemocnici v Halmstadu na jihu Švédska strávila osm měsíců. Později se připojila ke své sestře, která byla ve švédském Mykelby. V Mykelby se Miriam seznámila s mladým židovským uprchlíkem Hananem Jakoboviczem, s nímž 26. 5. 1946 emigrovala do Erec-Izraele (Palestiny). Několik měsíců žili v Kibucu Dganya Bet v Galileji, kde se vzali. V roce 1948 se mladí manželé připojili ke skupině uprchlíků, kteří přišli do Izraele ze Švédska, a založili nový kibuc Nachšolim. Zůstali tam šest let, než se přestěhovali do Tel Avivu, kde Mirjam vystudovala ošetřovatelství a pracovala v této profesi. Později vystudovala literaturu a historii polských Židů na Telavivské univerzitě.
Od roku 1957 pracovala v Židovské agentuře a starala se o nové přistěhovalce, zejména o ty s akademickými profesemi, spisovatele a umělce. Pracovala také na ministerstvu zahraničí. V letech 1978–81 byla izraelskou kulturní atašé ve Stockholmu a poté v Budapešti. Jako předsedkyně Platformy pro židovsko-polský dialog organizovala setkání s dospívající mládeží obou zemí. Jejím cílem bylo bořit stereotypy, které oddělují Poláky a Židy. Působila také v komisi Jad Vašem, která rozhodovala o udělování titulu Spravedlivý mezi národy.

## Dílo
V roce 1975 začala publikovat romány a memoáry. Je autorkou 11 knih, které byly přeloženy do 13 jazyků včetně angličtiny, němčiny, dánštiny a francouzštiny. Psala především o svém dětství a své rodině v Polsku, o zážitcích během holocaustu a poválečného období. Vydávala beletrii, knihy pro děti a mládež a literaturu faktu.
- Ne'urim be-šalechet, Jad vašem 1975
- Karmi šeli, Dvir 1984
- ha-Mechir, Sifrijat po'alim, 1978
- Moje powroty, Kraków 2005[5]
- Příspěvky ve sborníku Schatten der Vergangenheit. Gütersloher Verlagshaus Mohn, Gütersloh 1985
- Zwischen Hölle und Gelobtem Land. Gütersloher Verlagshaus Mohn, Gütersloh 1985

## Ocenění
Byla nositelkou mnoha vyznamenání v Polsku, Izraeli a Německu.
- 1978 cena Jad Vašem
- 1985 cena Společnosti evropské kultury
- 1988 Korczakova cena
- 1993 cenu předsedy vlády za hebrejskou literární tvorbu

O jejím životě byly natočeny dva filmy, izraelský snímek Zpátky do života a polský film Aby se nezapomnělo.